# اچ‌ام‌سی‌اس لوزون (کی۳۷۱)
اچ‌ام‌سی‌اس لوزون (کی۳۷۱) (به انگلیسی: HMCS Lauzon (K371)) یک کشتی است که طول آن ۳۰۱٫۵ فوت (۹۱٫۹۰ متر) می‌باشد.